# Gelegenheitsanfall
Ein Gelegenheitsanfall oder Gelegenheitskrampf ist ein Krampfanfall, der unter gewissen Voraussetzungen auftritt, ohne dass anhaltende Funktionsstörungen des Gehirns bestehen. Er kann theoretisch bei jedem Menschen auftreten. Es wird angenommen, dass etwa jeder Zwanzigste irgendwann in seinem Leben einmal einen Gelegenheitsanfall erleidet. Strikt zu unterscheiden vom Gelegenheitsanfall ist die eigentliche Epilepsie sowie sekundäre Krampfanfälle, die Symptome eines Krankheitsprozesses im Gehirn (zum Beispiel Hirntumor) sind.
Als Auslöser kommen innere oder äußere auf das Gehirn einwirkende Faktoren infrage wie:
- Fieber, siehe Fieberkrampf
- Schlafentzug
- exzessiver Alkohol- oder Drogenkonsum
- im Rahmen eines Entzugssyndroms
- Stromunfall
- sehr starkes Flackerlicht